# Adimantus cubiceps
Adimantus cubiceps är en insektsart som först beskrevs av Gerstaecker 1873.  Adimantus cubiceps ingår i släktet Adimantus och familjen gräshoppor. Inga underarter finns listade i Catalogue of Life.